# Tragt in die Welt nun ein Licht
Tragt in die Welt nun ein Licht ist ein Adventslied des 20. Jahrhunderts. Es ist in fünf Ausgaben des Evangelischen Gesangbuchs im Regionalteil enthalten (Rheinland, Westfalen und Lippe: EG 538; Niedersachsen und Bremen: EG 571; Nordelbische Kirche: EG 539; Hessen: EG 588; Österreich: EG 593). 

## Entstehung
Wolfgang Longardt schrieb 1972 Text und Melodie. Longardt war bis 1965 Gymnasiallehrer für Musik, Religion und Englisch an einem Berliner Internat gewesen und arbeitete danach als Musikpädagoge am Breklumer Seminar für missionarischen und kirchlichen Dienst sowie am Evangelischen Zentrum Rissen in Hamburg. 
Er wurde angefragt, als in einer Gemeinde in einem Hamburger Außenbezirk der Kindergottesdienst erneuert werden sollte. Das wirkte sich auch auf benachbarte Kindergärten aus. Das Lied Tragt in die Welt nun ein Licht entstand für einen Adventsgottesdienst, bei dem vier- bis sechsjährige Kinder mit einer Lichterprozession in die Kirche einzogen. Die Gottesdienstteilnehmer saßen in verschiedenen Gruppen: „in einem Teil der Kirche Senioren, dort Eltern, dort Großeltern, dort extra eingeladene Kinder eines Heimes. Rollenspielfreudige ältere Kinder hatten sich in einer Kirchenecke auf Pritschen und Tragen gelegt…“

## Inhalt
Longardt nahm als Grundlage für den Text die beiden Bibelverse Mt 5,14  und Lk 12,35 , die er so weit elementarisierte, dass sie auch für jüngere Kinder verständlich waren. Das Lied ist eine Aufforderung, das Licht der Liebe Gottes, die die Furcht vertreibt, „in die Welt“ zu tragen. Alle Strophen sind textlich identisch bis auf die Worte „in die Welt“, die jeweils durch verschiedene Personengruppen ersetzt werden („zu den Alten, zu den Kranken, zu den Kindern“). In derselben Weise können weitere Strophen hinzugefügt werden.

## Melodie
Damit die Melodie sich gut einprägte, nutzte Longardt im ersten Melodieteil Grundstufen des Winterlieds „Leise rieselt der Schnee“. Um das biblische „Seht und schaut“ aufzunehmen, sollte das Lied melodisch mit einem Signalmotiv enden. „Seht auf des Lichtes Schein!“, womit alle Strophen enden, beinhaltet einen Zeigeimpuls.

## Rezeption
Das Lied wurde bald auch in Osternachtsgottesdiensten sowie in der Epiphaniaszeit verwendet, allerdings nicht verbunden mit einer Lichterprozession.